# Antona immutata
Antona immutata là một loài bướm đêm thuộc phân họ Arctiinae, họ Erebidae.